# Swartkrans

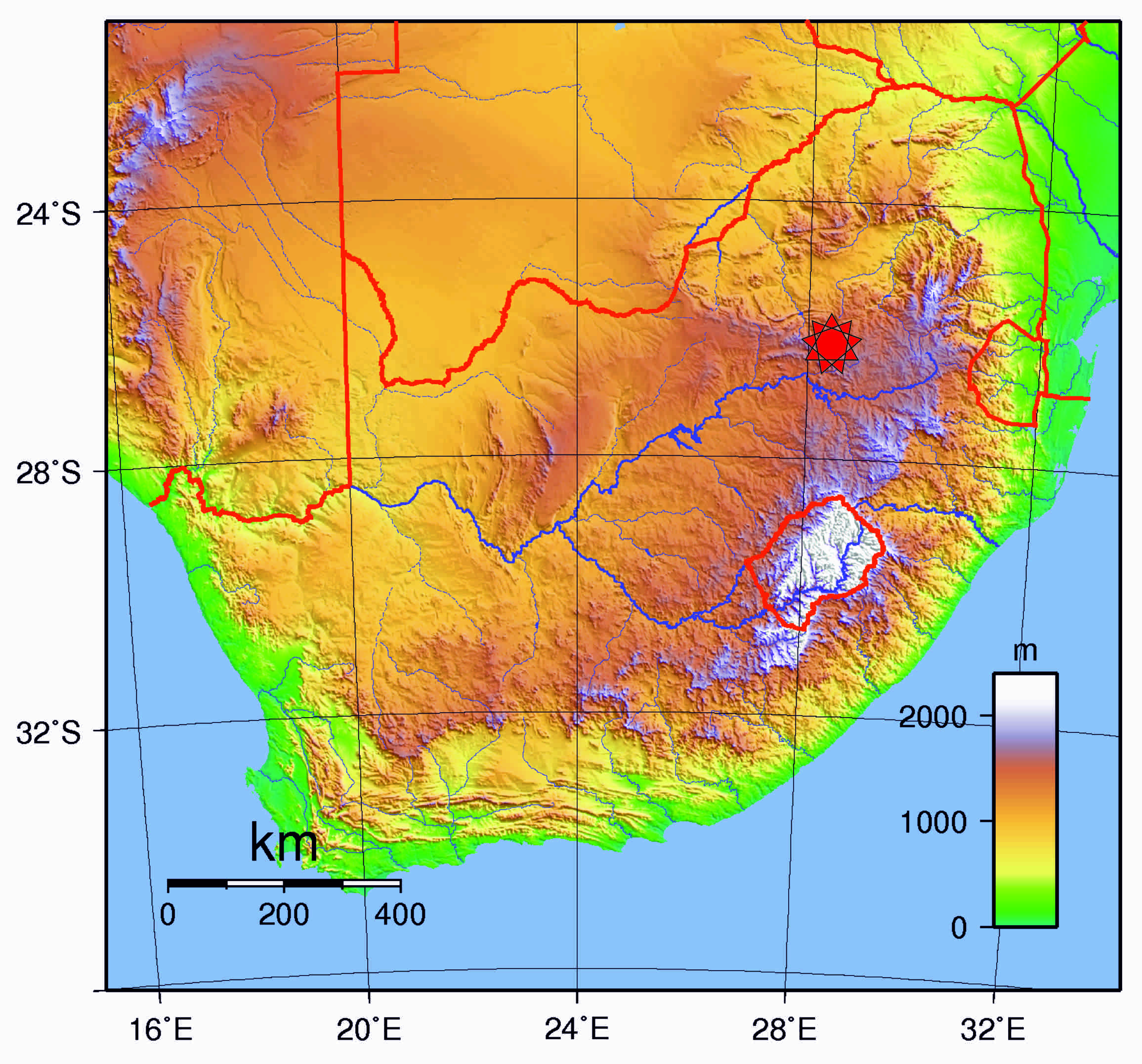
Poloha Swartkrans na mapě jižní Afriky

Swartkrans (dříve Zwartkrans) je krasová jeskyně, nacházející se v Jihoafrické republice, severozápadně od Johannesburgu, na severním svahu údolí Blaauwbank. Představuje dosud nejbohatší zdroj ostatků hominina druhu Paranthropus robustus. Hojnost nálezů z ní již v první polovině 20. století učinila jeden ze symbolů paleoantropologie jižní Afriky. Lokalitě a jejímu výzkumu byla věnována i samostatná monografie. V září roku 1992 byla jeskyně prohlášena Národní památkou Jihoafrické republiky. Je součástí významné paleoantropologické oblasti zvané Kolébka lidstva, patřící ke světovému dědictví UNESCO.
Název jeskyně v překladu z afrikánštiny znamená „černý svah“ a odkazuje na tmavé zbarvení hornin, způsobené silnou příměsí manganu.

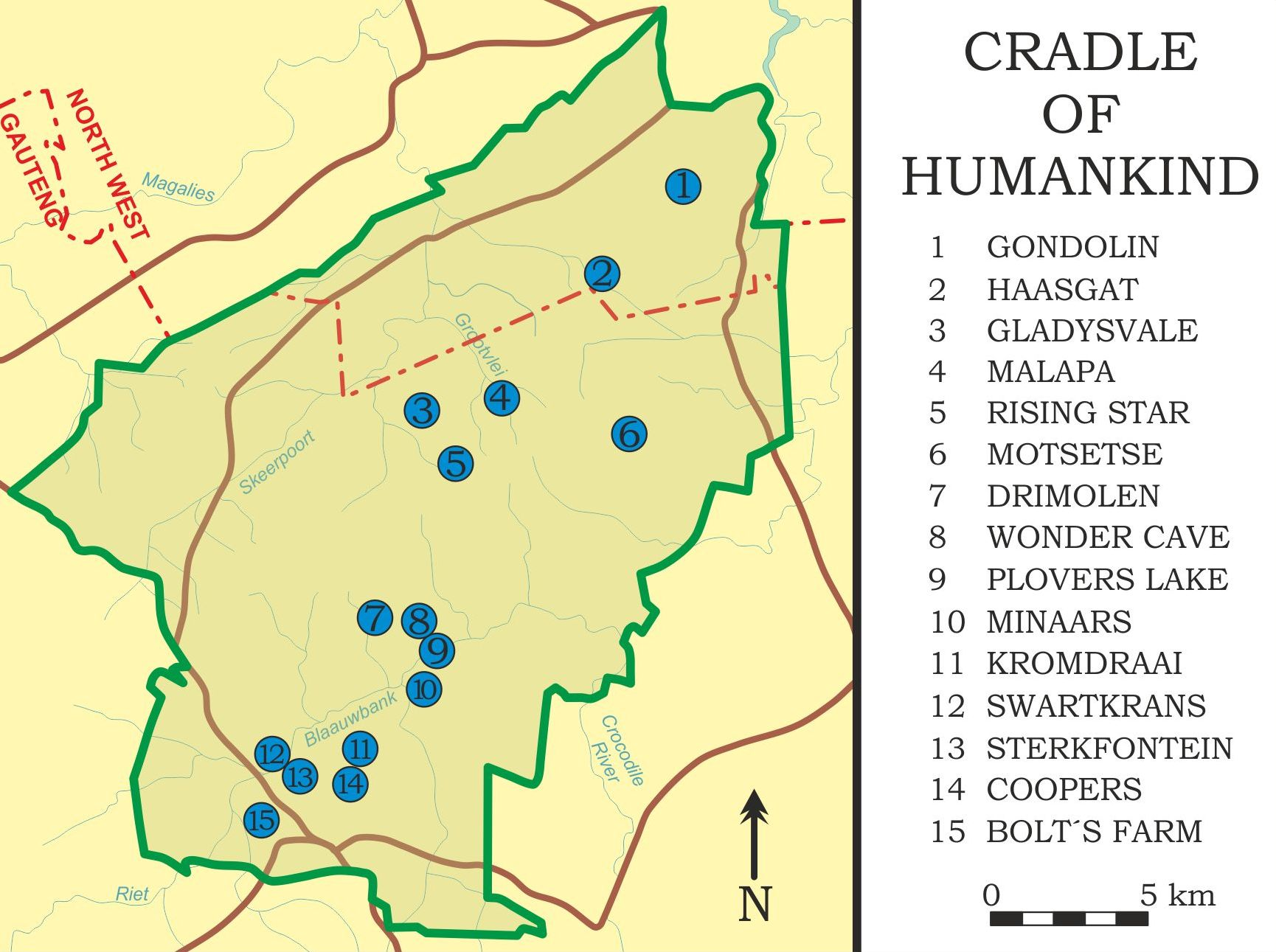
Poloha Swartkrans v rámci Kolébky lidstva

## Dějiny výzkumu
První kosti odhalila těžba vápence již ve 30. letech 20. století. Když pak v roce 1948 Kalifornská univerzita uspořádala expedici s cílem najít další ostatky australopitéků v oblasti Transvaal, přidal se k ní i Robert Broom, pracující tou dobou v nedalekém Sterkfontein. V listopadu 1948 zahájil práce ve Swartkrans a již v prvním týdnu prací zachytil ostatky homininů. Ve výzkumu jeskyně pak pokračoval až do listopadu roku 1949, kdy musely být práce pro vyčerpání finančních prostředků zastaveny. Získáno přitom bylo velké množství kostí zvířat i homininů. Kromě hojně zastoupeného druhu Paranthropus robustus objevil John T. Robinson v květnu 1949 i spodní čelist popsanou jako Telanthropus capensis. Později byl tento nález přesunut do druhu Homo erectus.

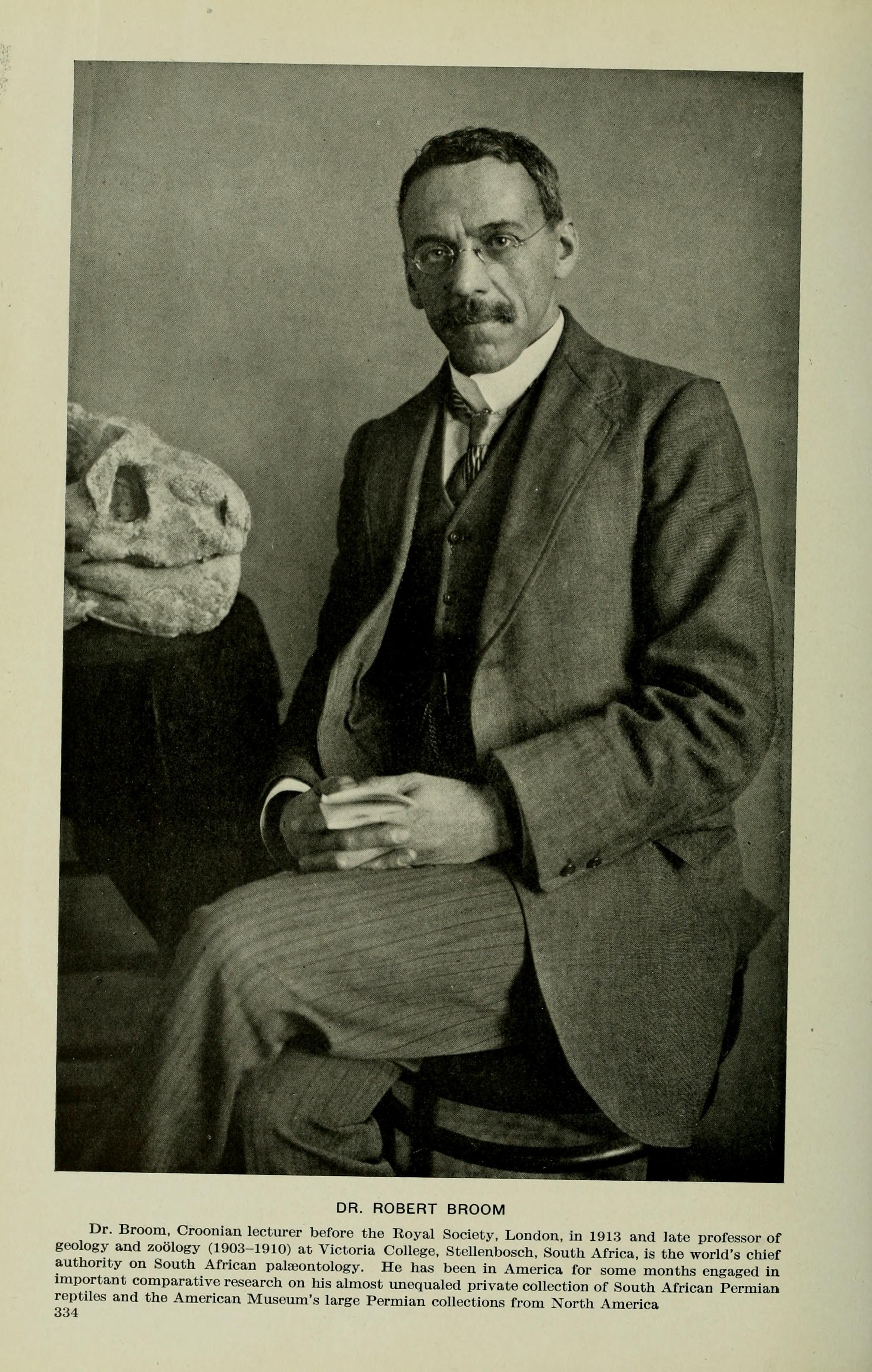
Robert Broom

Díky odkryvům v letech 1948-1949 byly odhaleny travertinové stěny jeskyně, takže se do Swartkrans krátce vrátili těžaři. Až roku 1951 byly paleontologické výzkumy obnoveny. V témže roce však zemřel Robert Broom, takže vedení prací převzal jeho spolupracovník John Talbot Robinson. V roce 1953 byla lokalita opět opuštěna, pokračovaly však práce v laboratořích muzea Transvaal (dnes Ditsong National Museum of Natural History) i vydávání početných publikací.
V roce 1965 zahájil nové výzkumy Charles Kimberlin Brain a pokračoval v nich soustavně až do roku 1986. V roce 1968 pozemek s jeskyní zakoupila univerzita Witwatersrand, aby zajistila pokračování odkryvů. Až do roku 1972 byla většina úsilí věnována odklízení suti a kusů brekcie, vytěžené při získávání travertinu. Ačkoliv přitom bylo odhaleno množství kostí i kamenné nástroje, jejich datace a interpretace jsou problematické, neboť není jisté, odkud přesně pocházejí. Následujících sedm let bylo věnováno odstraňování novodobého nadloží, aby byl odhalen celý rozsah jeskyně. Poté byla roku 1979 nad částí jeskyně vypnuta kovová mříž, sestávající z pravidelných čtverců o straně 1 m. Ty rozdělily celý prostor na jednotlivé sektory, v nichž byly evidovány nálezy. Teprve v posledních sedmi letech výzkumu byly odkrývány původní, nenarušené uloženiny v nitru jeskyně. Mezi početnými nálezy (kosti paviánů, levhartů, šavlozubých koček, hyen, antilop) bylo odhaleno více než 100 vzorků druhu Paranthropus robustus. Charles K. Brain prováděl také významné geologické studie a vytvořil první nástin stratigrafie ve Swartkrans. Věnoval se i tafonomii a způsobu hromadění kostí v jeskyni.
Novodobé výzkumné aktivity byly zahájeny v roce 2001 a trvají dosud. Roku 2005 byl pro tyto účely založen Swartkrans Paleoanthropological Research Project. Od roku 1999 je také s pomocí GIS zpracováván trojrozměrný model jeskyně, umožňující mimo jiné přesné zanesení každého nálezu.

## Geologie
Do 80. let 20. století se ve výplni jeskyně rozeznávaly dvě části, Member I a Member II. Až rozsáhlé práce v letech 1979-1986 prokázaly přítomnost pěti jednotek (Member 1-5), přičemž Member 1 sestává ze dvou částí (starší „Lower Bank“ a mladší „Hanging Remnant“).
Složitá stratigrafie ve Swartkrans je důsledkem opakovaného ukládání a následné eroze. Jednotlivé vrstvy na sebe nenavazují, mladší části vyplňují dutiny vzniklé ve starší výplni a některé uloženiny již chybí (erozí byly zcela odstraněny). Postupně také erodoval skalní masiv nad jeskyní, a tak téměř beze zbytku zmizel původní strop. Autoři výzkumu předpokládají, že usazování probíhalo v obdobích glaciálů, zatímco eroze spadá do doby interglaciálů.

Fáze vývoje současného stavu Swartkrans:
A - vápenec; B - voda; C - travertin; D - Member 1 „Lower Bank“; E - Member 1 „Hanging Remnant“; F - Member 2; G - Member 3; H - Member 2A

Základ jeskyně mohl vzniknout možná již v miocénu, poklesem spodní vody v pliocénu se pak dotvořila krasová jeskyně, zdobená krápníky. Souvislá vrstva sintru na stěnách značí, že jeskyně byla v té době plně nebo z větší části uzavřená. Kvůli chybějící vodě se však začaly rozšiřovat pukliny ve stropě.
Zhruba před 1,7-1,8 miliony let se ve stropě v jihovýchodní části jeskyně otevřel svislý šachtovitý vstup. Tím se dovnitř začala dostávat zemina z okolního povrchu, která vytvořila násypový kužel v jihovýchodním rohu dutiny a ukládala se také dál směrem k západní stěně jeskyně, až téměř uzavřela vstupní šachtu. Vzniklý prostor vyplnila poměrně rychle, snad jen během 20 000 let. Po zpevnění rozpuštěným a znovu vysráženým vápencem tvoří brekcii „Lower Bank“.
Další vstupní otvor, který se ve stropě vytvořil, umožnil stejným způsobem vznik vrstvy „Hanging Remnant“. Následovalo období eroze, během nějž se na rozhraní částí „Lower Bank“ a „Hanging Remnant“ vytvořil asi 6 m hluboký zářez (erodovaný materiál byl odnesen do hlubších částí jeskyně). Ten pak vyplnil materiál jednotky Member 2, který dovnitř propadal novou šachtou, vzniklou ve střední části jeskyně v důsledku zřícení části původního stropu. Zhruba ve stejné době se dovnitř dostávají sedimenty i úzkým otvorem v severozápadní části jeskyně (Member 2A).
Nové období eroze vedlo k odstranění dalších částí starších uloženin, aby pak byly dutiny vyplněny jílovitým pískem s úlomky vápence a krápníků (Member 3). Ještě mladší dutiny vyplnily Member 4 v severovýchodním rohu a Member 5 při severozápadní stěně jeskyně.

## Datování

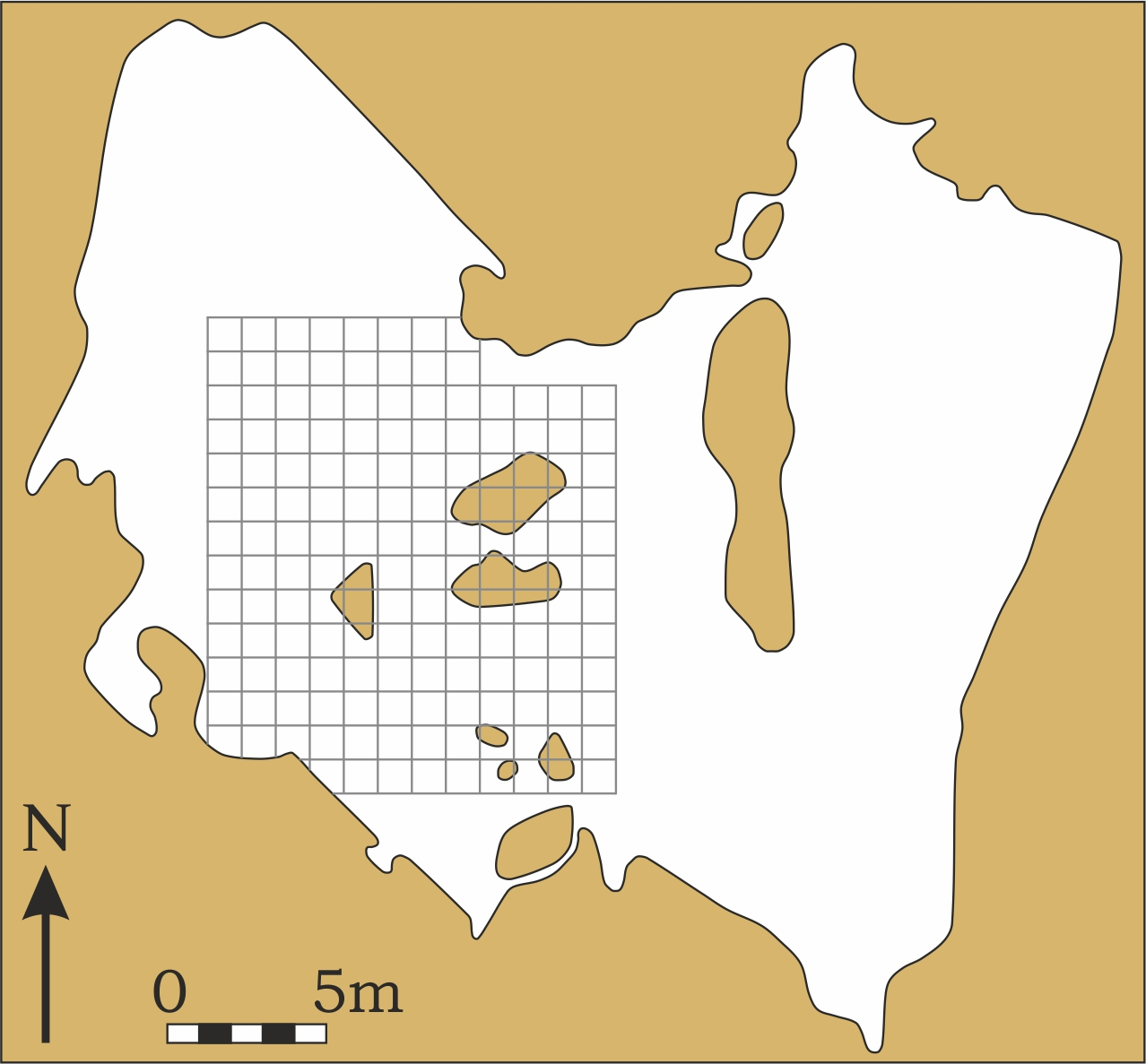
Plán jeskyně Swartkrans s vyznačením čtvercové sítě z roku 1979.

I přes rozsáhlý a dlouhodobý výzkum má lokalita dosud nejisté datovaní. Odborníci se shodují v počtu jednotek, vyplňujících jeskyni, jejich odhadované stáří (především u Member 1-3) se ovšem může v jednotlivých studiích podstatným způsobem lišit. Důvodem je především nedostatek dobře datovatelných sedimentů, jakými jsou například východoafrické vrstvy sopečného popela, na něž lze snadno aplikovat radiometrické datovací metody. Ve Swartkrans se proto - podobně jako v ostatních jihoafrických jeskyních - stále nejčastěji uplatňuje především biostratigrafie, tedy datace na základě přítomnosti určitých živočišných druhů. Jejich výskyt je přitom srovnáván s dobře datovatelnými lokalitami východní Afriky. Teprve v posledních letech technický rozvoj umožnil uplatnění absolutních datovacích metod i v jižní Africe - využíván je paleomagnetismus, termoluminiscence nebo metoda uran-olovo.
Spektrum nalézaných druhů zvířat ze Swartkrans nabízí tuto dataci:
- Member 1 - stáří 1,7 - 1,8 milionu let
- Member 2 - stáří 1,5 milionu let
- Member 3 - stáří 1 milion let

Charles K. Brain však předpokládá, že všechny tyto vrstvy vznikly nedlouho po sobě (v době asi před 1,5 - 1,7 milionu let) a že v případě Member 3 mohly být výsledky analýz zkresleny kvůli kontaminaci sedimentů mladšími ostatky.
Nedávné radiometrické datování uloženin pomocí metody uran-olovo ukazuje následující výsledky:
- Member 1 - stáří 2,3 - 1,8 milionu let
- Member 2 - stáří 1,65 - 1,07 milionu let
- Member 3 - stáří 1,3 - 0,62 milion let

Část Member 4 patří podle nálezů kamenných artefaktů střednímu paleolitu a Member 5 je podle radiokarbonové metody stará zhruba 11 000 let.

## Nálezy

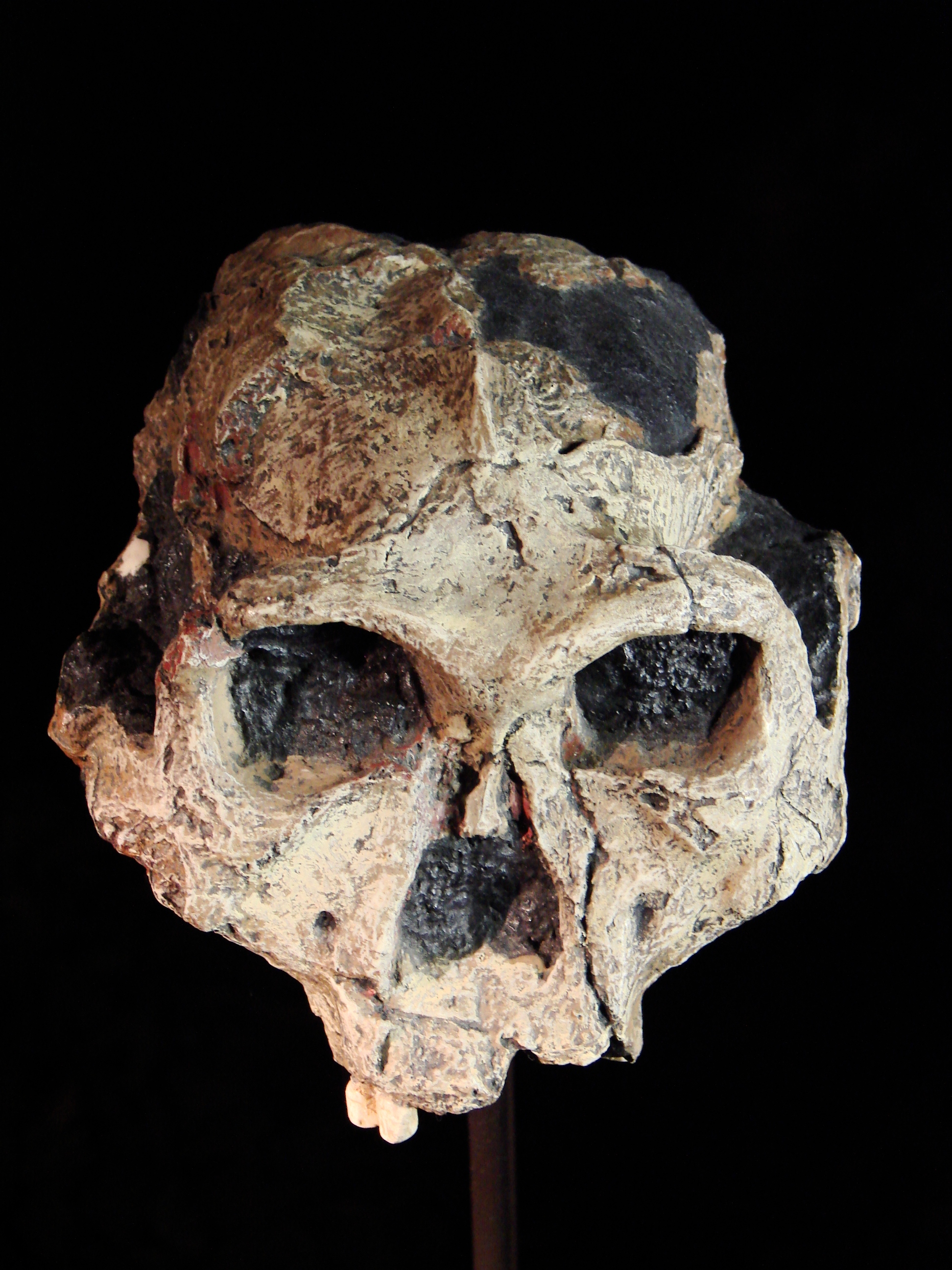
Lebka druhu Paranthropus robustus (SK 48)

Dlouhodobé systematické výzkumy lokality přinesly téměř 450 000 nálezů minulé fauny, mezi něž patří na 400 vzorků rodů Paranthropus a Homo (ostatky rodu Paranthropus výrazně početně převažují). Ostatky homininů představují většinou jednotlivé zuby a zajímavý je velký podíl nedospělých jedinců. Méně časté nálezy kostí trupu a končetin lze vzhledem k současnému výskytu paranthropů a lidí jen obtížně přiřadit konkrétnímu druhu.
- Member 1 - nejbohatší sediment celé jeskyně (zejm. část „Hanging Remnant“) - zjištěny ostatky Paranthropus robustus (98 jedinců) i Homo (4 jedinci)[21]
- Member 2 - zjištěny ostatky P. robustus (17 jedinců) i Homo (2 jedinci)[21]
- Member 3 - zjištěny pouze ostatky P. robustus (9 jedinců), nikoliv Homo[21]

Výzkumy bylo získáno také na 900 kusů kamenné industrie vyvinutého oldovanu a časného acheuléenu a dále 85 kostěných nástrojů, užívaných patrně ke kopání podzemních hlíz nebo k rozbíjení termitišť. Současný výskyt rodů Paranthropus a Homo však nedovolí s jistotou identifikovat jejich výrobce a uživatele.
- Member 1 - část „Lower Bank“ obsahuje početné kamenné artefakty vyvinutého oldovanu i kostěné nástroje, v části „Hanging Remnant“ jsou však vzácné
- Member 2 - obsahuje početné kamenné artefakty vyvinutého oldovanu a časného acheuléenu, ale i kostěné nástroje (podle chybějících odštěpků z výroby kamenných nástrojů lze usuzovat, že veškeré artefakty se nacházejí v druhotném uložení a byly do jeskyně spláchnuty, nejsou důsledkem přebývání homininů v jeskyni).[5]
- Member 3 - obsahuje kamenné artefakty vyvinutého oldovanu i kostěné nástroje. Mnohem větší pozornost je ovšem věnována 27 spáleným kostem, představujícím jeden z nejstarších dokladů užití ohně. Jejich stav a rozmístění odpovídá záměrně udržovanému ohništi ve vstupní části jeskyně.[11] Současně jsou nacházeny zvířecí kosti s jasnými stopami po zářezech a důlcích, vytvořených kamennými nástroji, tedy doklady porcování masa či získávání morku z kostí.[21]
- Member 4 - obsahuje artefakty středního paleolitu, dosud však nebyly důkladněji prozkoumány[4]

## Paleoekologie

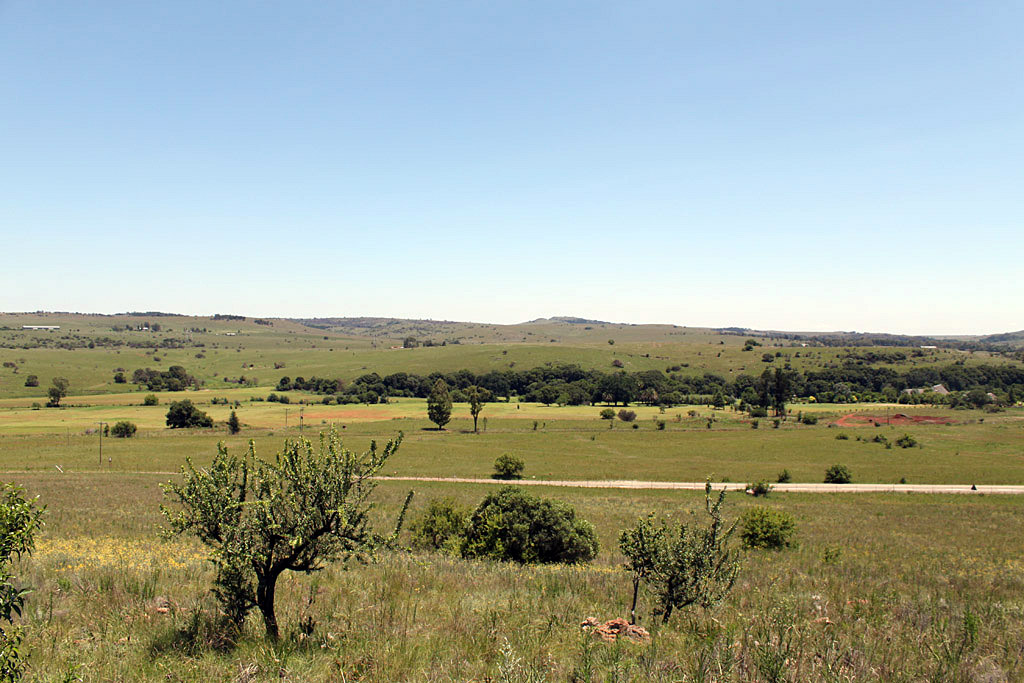
Současná krajina v okolí Swartkrans

Bohaté nálezy zvířecích kostí umožňují dobře rekonstruovat charakter krajiny poblíž Swartkrans v období pliocénu a pleistocénu. Po srovnání ostatků ze všech částí výplně lze přírodní prostředí v okolí jeskyně považovat za poměrně stabilní, obdobné současnému stavu. Vysoký podíl trávu spásajících zvířat ukazuje na rozlehlé travnaté pláně, zaujímající většinu plochy.
V nálezech zcela chybí stromové druhy, vyskytují se však zvířata konzumující plody či listy. To znamená, že otevřenou krajinu musely doplňovat ostrůvky stromů či keřů. Občasné nálezy vodních zvířat potvrzují přítomnost vodního zdroje. Proto se předpokládá, že potok Blaauwbank byl v pleistocénu vydatnějším vodním tokem, kolem nějž se soustředila bujnější vegetace lužních lesíků, rákosin a pobřežních mokřadů. Zde mohli najít potravu a úkryt buvoli, zástupci rodu Tragelaphus, bahnivci, hroši, vydry, promyky, ale i homininé.
Již od počátku 20. století se badatelé rovněž zajímali o způsob hromadění zvířecích kostí v jihoafrických jeskyních. Raymond A. Dart na základě nálezů rozbitých paviáních lebek předpokládal že v dutinách nebo v blízkém okolí žili australopitékové, lovící paviány i jiná menší zvířata pomocí jednoduchých nástrojů ze zvířecích čelistí, dlouhých kostí či rohů (tzv. osteodontokeratická kultura).

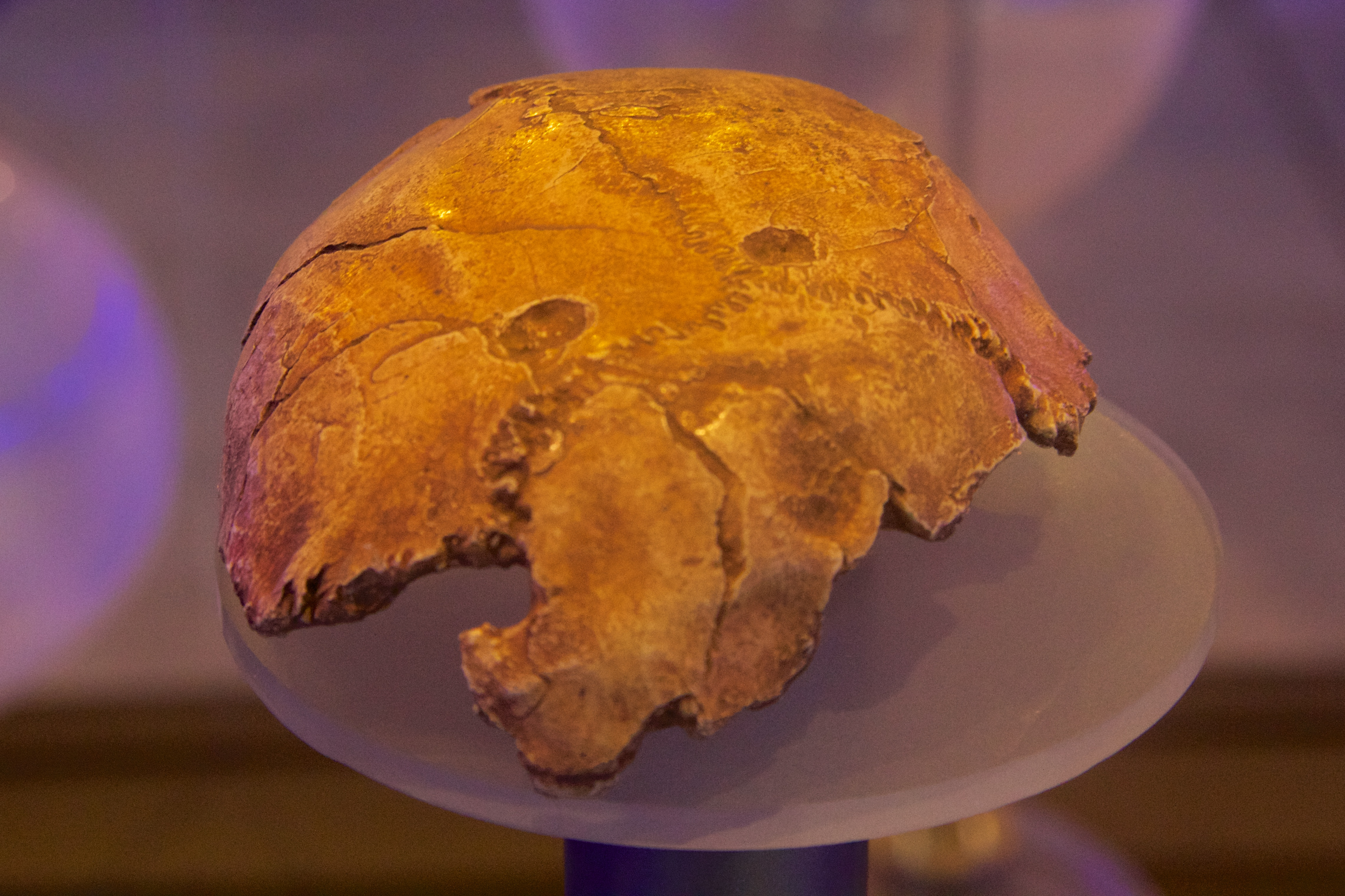
Lebka SK 54 s otisky levhartích špičáků

Charles K. Brain však v 60. - 70. letech 20. století důkladným studiem tafonomie, spektra nalézaných druhů zvěře a povrchového poškození kostí prokázal, že ostatky nahromadili spíše jiní masožravci, zatahující kořist (včetně homininů) do svých doupat. Za hlavní činitele jsou nejčastěji považování levharti, v menší míře hyeny a možná i šavlozubé kočky Dinofelis nebo Megantereon. Na lebce druhu Paranthropus robustus s katalogovým číslem SK 54 je dokonce patrné poškození ve formě dvou důlků, které přesně odpovídají vzdálenosti špičáků na spodní čelisti levharta. Vysoký podíl kostí paranthropů v rámci všech nálezů by dokonce mohl napovídat, že homininé byli pro tyto šelmy oblíbenou kořistí.
Část kostí byla do jeskyně také stržena s okolní zeminou působením větru a vody, pozůstatky drobných obratlovců mohly nahromadit sovy a v případě mladších částí (Member 3-5) mohou za akumulací stát i první lidé.